# Phasia mathisi
Phasia mathisi là một loài ruồi trong họ Tachinidae.